# احمد زروق
احمد بن احمد زَرُّوَق (۱۴۴۲ - ۱۴۹۳م) فقیه مالکی، محدث و صوفی مغربی در سدهٔ نهم هجری بود. از آثار او در فقه، «شرح مختصر خلیل»، در تصوف «القواعد» و «إعانة المتوجّه المسکین علی طریف الفتح و التمکین».